# Шлиркамп, Гюнтер
Гюнтер Шлиркамп (нем. Günter Schlierkamp; род. 2 февраля 1970 года, Ольфен, недалеко от Дюссельдорфа ФРГ) — профессиональный культурист. Родился в семье фермеров. Девизом его родителей был: "Если ты будешь работать с ранних лет, то сможешь заработать состояние".

## История выступлений
Соревнование	Место:
- Мистер Олимпия 2006	10
- Мистер Олимпия 2005	4
- Мистер Олимпия 2004	6
- Арнольд Классик 2004	4
- Шоу Силы Про 2003	5
- Гран При Голландия 2003	4
- Гран При Англия 2003	3
- Мистер Олимпия 2003	5
- Шоу Силы Про 2002	1
- Мистер Олимпия 2002	5
- Гран При Англия 2001	10
- Мистер Олимпия 2001	15
- Ночь чемпионов 2001	9
- Торонто/Монреаль Про 2001	6
- Мистер Олимпия 2000	12
- Гран При Англия 2000	4
- Чемпионат мира Про 2000	6
- Арнольд Классик 2000	6
- Айронмен Про 2000	4
- Арнольд Классик 1999	9
- Айронмен Про 1999	5
- Гран При Финляндия 1998	6
- Гран При Германия 1998	6
- Мистер Олимпия 1998	15
- Ночь чемпионов 1998	10
- Торонто/Монреаль Про 1998	6
- Сан-Франциско Про 1998	9
- Ночь чемпионов 1997	9
- Торонто/Монреаль Про 1997	6
- Сан-Франциско Про 1997	11
- Айронмен Про 1997	—
- Сан-Хосе Про 1997	11
- Ночь чемпионов 1996	11
- Сан-Франциско Про 1996	9
- Арнольд Классик 1996	11
- Сан-Хосе Про 1996	9
- Гран При Украина 1995	10
- Торонто/Монреаль Про 1995	2
- Гран При Англия 1994	9
- Гран При Германия 1994	8
- Мистер Олимпия 1994	—
- Чемпионат Мира любительский 1993	1 в категории Тяжелый вес

## Гюнтер Шлиркамп в профессиональных рейтингах
Место	Рейтинг	Дата рейтинга
- 78	Рейтинг мужчин профессионалов IFBB по бодибилдингу 2009 года	01.10.2009
- 52	Рейтинг мужчин профессионалов IFBB по бодибилдингу 2009 года	08.08.2009
- 45	Рейтинг мужчин профессионалов IFBB по бодибилдингу 2009 года	16.05.2009

## Интересные факты
Гюнтер Шлиркамп снимается в кино.

## Фильмография
- Долина Волков (сериал, 2003 – 2005)
- Пивной бум (2006)
- Theogony (2008) короткометражка
- Никогда не сдавайся (2009)
- The Mudman (2011)
- Brass Knuckles (2014)